# Alpo (Villafranca di Verona)
Alpo is een plaats (frazione) in de Italiaanse gemeente Villafranca di Verona.